# میرطهماسب‌لی
میرطهماسب‌لی (به لاتین: Mirtəhməzli) یک منطقه مسکونی در جمهوری آذربایجان است که در شهرستان جلیل‌آباد واقع شده است. میرطهماسب‌لی ۱۴۴ نفر جمعیت دارد.

## ریشه واژه
طهماسب در زبان ترکی به شکل تهمز، طهمز و سپس به تایماز تبدیل شده است.